# 1749 Telamon
1749 Telamon este o planetă minoră (asteroid), cu un diametru de 64,898 km, din Asteroid troian al lui Jupiter. A fost descoperită pe 23 septembrie 1949 la Observatorul Königstuhl de Karl Wilhelm Reinmuth și a fost numită după Telamon. 
Obiectul prezintă o orbită caracterizată de o semiaxă mare de 5,148676 UAi, o excentricitate de 0,108755, o înclinație de 6,091 ° în raport cu ecliptica.